# Frankenfield-Gletscher
Der Frankenfield-Gletscher ist ein kleiner Gletscher im Norden der Thurston-Insel vor der Eights-Küste des westantarktischen Ellsworthlands. Er fließt im nordöstlichen Abschnitt der Noville-Halbinsel in ostnordöstlicher Richtung zwischen Mount Feury und Mulroy Island zur Bellingshausen-See.
Eine erste grobe Positionsbestimmung des Gletschers erfolgte anhand von Luftaufnahmen der United States Navy, die bei der Operation Highjump (1946–1947) im Dezember 1946 entstanden. Das Advisory Committee on Antarctic Names benannte ihn 1960 nach Leutnant Chester Frankenfield, Meteorologe und beteiligt an der Errichtung einer Wetterstation auf der Thurston-Insel bei der Forschungsfahrt der US Navy in die Bellingshausen-See im Februar 1960.